# Křižácké výboje v Rudém moři
Výboje křižáků v Rudém moři bylo válečné tažení v roce 1182, které mělo podobu série námořních pirátských nájezdů. Byly vedeny jedním z předních křižáckých vůdců francouzského původu Renaudem z Châtillonu, toho času vládcem Zajordánska (Oultrejordainu) v Jeruzalémském království. Nájezdy byly vedeny proti přístavním městům ajjúbovského sultanátu v Rudém moři. Během tažení měly Renaudovy lodě provést útok také na města Mekku a Medínu, k čemuž kvůli včasné reakci ajjúbovských sil nedošlo.

## Historie
V roce 1182 vyplul Renaud de Châtillon, vůdce křižáků a pán Zajordánska, s eskadrou lodí na Rudé moře. Jeho cílem bylo přepadávat muslimské přístavy v tomto moři a zaútočit na svatá města islámu Mekku nebo Medínu.
Renaud měl už v té době špatnou pověst zlotřilce, protože předtím brutálně přepadl Kypr a mučil Aimeryho z Limoges, patriarchu Antiochie, aby ho donutil poskytnout mu peníze na jeho vojenská dobrodružství.
Renaud nechal materiál pro pět lodí vozit po souši v „soupravě“ ze svého hradu v Keraku v Zajordánsku do Akabského zálivu (část Rudého moře). Zmocnil se přístavu Ayla a zablokoval nedaleký ostrov známý křižákům jako Ile de Graye.
Renaudova flotila lodí se plavila po Akabském zálivu k  západnímu pobřeží Rudého moře, aby zaútočila na egyptské přístavy a námořní karavany. Po vyplutí z přístavu Aidhab se expedice vrátila na východní (arabský) břeh a zaútočila na přístavy podél pobřeží od Rabighu (90 mil severně od Džiddy) po al-Hauru.
V Egyptě nechal Al-Ádil, bratr ajjúbovského vládce Saladina, převézt lodě z Alexandrie a Fustatu do Rudého moře, aby pronásledovaly francké lupiče. Velitelem ajjúbovské flotily byl Lu'lu, admirál arménského původu. Lu'lu prolomil blokádu Ile de Grey a zničil dvě Renaudovy lodě.
Muslimská flotila se plavila po Rudém moři a zajala kotvící francké lodě. Renaudovi nájezdníci přistáli se svými loděmi u břehu a uprchli do arabské pouště. Lu'lu je pronásledoval. Křižákům se dostalo pomoci od místních beduínů. Lu'luovy lidé pronásledovali Franky pět dní a poté se jim podařilo zajmout téměř všechny nájezdníky.
Al-Ádil původně nechával čtvrtinu kořisti zajatým lupičům, jeho bratr Saladin ho však přemluvil, aby to nedělal s tím, že když Frankové prokázali schopnost zaútočit na svatá města islámu, měli by být popraveni, aby se zpráva o jejich vpádu nedostala ke křižákům v Outremeru.
Renaudovi, který byl vůdcem tohoto bezprecedentního vpádu, se podařilo uprchnout zpět do jeho pevnosti v Keraku v Zajordánsku.